# Pagurixus hectori
Pagurixus hectori is een tienpotigensoort uit de familie van de Paguridae. De wetenschappelijke naam van de soort is voor het eerst geldig gepubliceerd in 1883 door Filhol.